# Hana yori dango (serie televisiva)
Hana yori dango (花より男子? lett. "Meglio i ragazzi che fiori") è un dorama live action giapponese in 9 puntate mandato in onda sulla TBS nel 2005 con la partecipazione, tra gli altri, nel ruolo di protagonisti di Jun Matsumoto, Shun Oguri e Mao Inoue.
Si basa sull'omonimo manga shōjo scritto da Yōko Kamio. Si tratta del terzo adattamento televisivo della storia, dopo il taiwanese Meteor Garden ed il suo sequel. Il successo ha poi portato ad una seconda stagione, Hana yori dango 2: Returns, e ad un film conclusivo, Hana yori dango Final.

## Trama
La storia narra delle molteplici avventure occorse a Tsukushi Makino. Lei proviene da una famiglia della classe operaia; nonostante le notevoli difficoltà finanziarie (grazie ai notevoli sacrifici congiunti da parte dei suoi genitori) riesce ad entrar a far parte dell'Eitoku Gakuen, istituzione elitaria dove studiano i figli delle famiglie più ricche e potenti del paese: ben al di sopra quindi delle originarie possibilità della famiglia da cui proviene Tsukushi. Obiettivo primario dei genitori della ragazza è quello di far sì che la figlia riesca a sposar uno dei cadetti di qualche clan importante. Sperano in tal modo di raccogliere i frutti di tutti gli sforzi precedentemente compiuti.
Tsukushi si trova a dover affrontare un impegno davvero duro: inizia a frequentar la 1ª classe superiore presso questo prestigioso istituto privato.
Lei è laboriosa di natura, ed anche molto ambiziosa se è per questo, ma si ritrova ad esser in definitiva nient'altro che una studentessa povera e priva di mezzi in mezzo a tanti "signori": difatti viene subito considerata dagli altri come l'ortica della scuola tra i fiori più belli.
All'Eitoku si ritrova a studiar tutta la Meglio gioventù del Giappone, e di ciò Tsukushi dovrà presto rendersi conto.
Non passa davvero molto tempo prima che la ragazza prenda coscienza della natura superficiale e vuota dei compagni di studi. Nota che dietro la bella apparenza, i gioielli, le macchine di lusso e gli abiti firmati c'è davvero molto poco d'altro, se non addirittura niente. Si trova gettata in un universo totalmente alternativo ed estraneo rispetto a quello a cui era abituata, tutto fondato e misurato in base ai soldi che si posseggono: lei si sforza di esser all'altezza, ma... si sente fin dal primo giorno fuori posto, circondata com'è da frotte di giovani benestanti snob.
In questo scenario d'ostentazione, quello che meno riesce a mandar giù è la loro arroganza e superbia di ricchi viziati; cerca allora, per quanto gli è possibile, di starsene in disparte.
Non riesce proprio ad adattarsi a questo stile di vita: non gli risulta affatto facile relazionarsi con loro, a causa della troppo ampia differenza di status sociale.
Incapace com'è d'instaurar rapporti di solidarietà coi nuovi compagni, si preclude completamente la possibilità di far nuove amicizie: in pratica è un'isolata rispetto al gruppo, limitata com'è dalla sua mancanza di conoscenze riguardanti gli argomenti più gettonati della sua classe, ovvero l'ultima vacanza alle Hawaii e la nuova collezione di moda primavera-estate.
Oltre a questi già gravi handicap di partenza, s'aggiunge in sovrappiù anche il problema costituito dai Flower Four, i cosiddetti F4: gruppetto composto da un playboy senza cuore, un mezzo malavitoso, un introverso malinconico e musone, ed un teppista violento. La scuola si trova in balia di questa banda. Belli, imperiosi e favolosamente ricchi, nessuno li osa sfidare: questi quattro, figli dei magnati più potenti di tutto il paese, per noia od antipatia si divertono a far il bello ed il cattivo tempo nella scuola, tormentando quelli che non stanno nelle loro grazie: fino a farli scappare rinunciando così al proseguimento degli studi in quell'istituto.
Come è stato detto, unico desiderio di Tsukushi in mezzo a questo marasma d'insoddisfazione interiore rivestita di tanti bei colori, begli oggetti ed un conto cospicuo in banca, era quello di rimanere assolutamente invisibile. Tuttavia suo destino era quello d'irrompere nelle vite degli F4. Una sua compagna di classe, Sanjo (la prima ed unica con cui fosse riuscita ad instaurar un qualche rapporto umano) un brutto giorno rovescia accidentalmente del succo d'arancia spruzzandone una goccia nella camicetta del capobanda dei quattro, un tal Tsukasa: Tsukushi prende le parti dell'amica e la difende dall'aggressione di Tsukasa. "Ma chi mai ti credi d'essere, bulletto da strapazzo?" osa insultarlo; questa è un'onta da lavare col cartellino rosso.
Il mattino seguente Tsukushi trova nel suo armadietto il segno del disprezzo universale, quello consegnato dagli F4 a chi osa ribellarsi al loro volere, ovvero il cartellino rosso con stampigliata la loro sigla. Si tratta d'un ordine non pronunciato ma tassativo, che fa dello studente che lo riceve un paria che può venir in tal modo perseguitato da tutti. Conseguentemente la totalità degli studenti si rivolta da un giorno all'altro contro di lei. Tsukushi viene consegnata alla condanna ed al ripudio generale, bandita da ogni attività associativa con nessuno più che osi rivolgergli anche solo un accenno di saluto. Ma nonostante le ripetute vessazioni che gli giungono da tutti i lati, la ragazza si rifiuta categoricamente di cedere alle violenze diffuse ed andarsene.
In seguito Tsukasa arriverà a schiacciar per disprezzo la sua colazione da poveri amorevolmente preparata nel bentō dalla madre quella stessa mattina: l'eroina di questa storia allora scatta con orgoglio, rifila un pugno a Tsukushi mettendolo KO e gli dichiara apertamente guerra. Questa ritorsione inaspettata coglie di sorpresa il teppistello e fa sì che, ironia della sorte, finisca per innamorarsi di lei. Ma Tsukushi da parte sua non ci pensa proprio, anzi, se dev'essere sincera, a lei è subito piaciuto Rui, il solitario e più misterioso dei quattro. Verrà a tal proposito a conoscenza poco più tardi che Rui a sua volta nutre sentimenti romantici per la sua amica d'infanzia ed ora modella di fama internazionale, Shizuka.
Il corteggiamento da perfetto imbranato di Tsukasa nei confronti di Tsukushi è l'argomento e tema principale per tutto lo svolgersi della serie. Varie sfide e pericoli verranno a minacciar direttamente la loro relazione sentimentale, sbocciata un poco alla volta ma già inarrestabile (soprattutto all'inizio da parte di Tsukasa); compresi anche, da un certo momento in poi, i sentimenti più o meno vacillanti che Tsukushi nutre per Rui. Ma dovrà anche aver a che fare con l'invidia ed il risentimento degli altri studenti del college, che si vedono così sorpassare di colpo nelle grazie degli F4 proprio da Tsukushi: in particolar modo da un gruppetto di 4 ragazze che si considerano le più cool ed appetibili dell'ambiente, delle vere e proprie yamato nadeshiko della situazione.
Vi sarà poi una vecchia compagna d'asilo di Tsukasa ossessionata da lui che arriverà a crear ulteriori problemi; altri ne sorgeranno al riguardo delle differenze incolmabili di classe tra i due. Abbiamo l'animosità ostile della madre del ragazzo nei confronti di questa plebea; infine la natura esuberante e possessiva di Tsukasa che non lascia tregua a Tsukushi.
Questa prima stagione si conclude col giovane che, dopo aver donato come pegno d'amore una collana preziosa alla nostra eroina ed avergli quindi confessato apertamente tutto il suo amore, parte per New York.

## Personaggi

### Protagonisti
- Mao Inoue è Tsukushi Makino:

Cerca di rimanere nel suo angolino in disparte. Vuol far passar velocemente e senza problemi i due anni di studi che le rimangono prima di conseguir la laurea. Si distingue dalla massa per la forte personalità, proprio come un'erbaccia in mezzo ai fiori. All'inizio pensa che Tsukasa sia il più grande idiota che gli sia mai capitato d'incontrare... e prende ogni giorno come fosse un regalo presentatogli dalla vita.
- Jun Matsumoto è Tsukasa Domyoji:

Erede del Domyoji World Finance Group. Tsukushi lo trasformerà dal viziato ed arrogante qual era in un normalissimo ragazzo innamorato. Ma il suo problema maggiore è che non pensa mai abbastanza prima d'agire; lui difatti non sa ancora nulla sulle "cose d'amore", ed ha l'abitudine di risolver tutto con la violenza o l'intimidazione. Ma la sua goffaggine quasi patetica verrà alla fine premiata.
- Shun Oguri è Rui Hanazawa:

Introspettivo e solitario, un provetto suonatore di violino. Miglior amico da sempre di Tsukasa, ha un debole per una modella di fama internazionale che lavora a Parigi: una conoscente di vecchia data, nei cui confronti nutre teneri sentimenti fin dall'infanzia. Il suo è di fatto il personaggio più complesso del gruppo; finirà col preoccuparsi molto della felicità di Tsukushi.
- Shōta Matsuda è Sojiro Nishikado:

Gli piace giocar coi cuori femminili, che utilizza e poi getta via per il solo gusto di vederli spezzati. Un impenitente playboy; sempre felice e ben disposto ad aver rapporti occasionali con molte donne contemporaneamente... anche se poi si verrà a sapere che un tempo era innamorato segretamente di un'amica che ha finito per sposar suo fratello. Appassionato al rito della cerimonia del tè.
- Tsuyoshi Abe è Akira Mimasaka:

Appartenente ad una famiglia che ha legami oscuri con la yakuza. È un po' il pacificatore del gruppo; preferisce le donne più grandi perché quelle della sua famiglia (madre e due sorelle più giovani) sono piuttosto infantili.
- Aki Nishihara è Yuuki Matsuoka:
- Saki Seto è Yuriko Asai:
- Aki Fukada è Erika Ayuhara:
- Emiko Matsuoka è Minako Yamano:
- Megumi Sato è Sakurako Sanjou:

Apparentemente unica amica sincera di Tsukushi. Per aiutarla la protagonista s'inimica gli F4.
- Mayumi Sada è Shizuka Toudou:
- David Itō è Nishida:

Primo segretario della madre di Tsukasa.
- Takako Kato è Sachiyo Sengoku:
- Satoshi Tomiura è Susumu Makino:

Fratello minore di Tsukushi. Prova il massimo orgoglio nel fatto che la sorella frequenti l'Eitoku.
- Susumu Kobayashi è Haruo Makino:

Padre di Tsukushi.
- Mako Ishino è Chieko Makino:

Madre di Tsukushi
- Nanako Matsushima è Tsubaki Domyoji:

Sorella di Tsukasa. Prova un'immediata simpatia per Tsukushi.
- Mariko Kaga è Kaede Dmyoji:

Madre di Tsukasa, leader incontrastata e spietata della società di cui fa capo. Si trova a viaggiar spesso in giro per il mondo.

### Star ospiti
- Kazue Ito è Yamanaka Minako
- Masei Nakayama è Terada Junji (classe 2C)
- Kaori Ikeda è Morioka Mizuki
- Tomohiro Kaku è Sawatari Shingo (ep. 1)
- Kazuma Sano è Kimoto Takayuki (ep. 1)
- Tomoharu Hasegawa (ep. 1)
- Shunji Igarashi (ep. 1)
- Kento Handa è Ryuji (ep. 4-5)
- Tatsuya Gashuin (ep. 4-5)
- Takayuki Takuma (ep. 4-9)
- Shūgo Oshinari è Nakatsuka (ep. 6-7)
- Yōko Mitsuya è l'altra ragazza di Nakatsuka (ep. 6-7)
- Ayana Sakai è Kurimaki Ayano (ep. 8-9)
- Kazuaki Hankai(ep. 8-9)
- Momoko Shibuya è una partecipante al TOJ (ep. 8-9)
- Shotaro Suzuki (ep. 9)

## Episodi
| Nº | Titolo italiano (Traduzione letterale) Giapponese 「Kanji」 - Rōmaji | In onda          | In onda |
| Nº | Titolo italiano (Traduzione letterale) Giapponese 「Kanji」 - Rōmaji | Giapponese       |         |
| 1  | Dichiarazione di guerra! La cosa che è più importante del denaro 「宣戦布告!! お金より絶対に大切なモノ」 - Sensenfukoku!! O kin yori zettai ni taisetsu na mono | 21 ottobre 2005  |         |
| 1  | Tsukushi riceve in avviso un cartellino rosso con la sigla F4; la sua vita diventa un inferno fino a quando non reagisce e sferra un potentissimo pugno in faccia a Tsukasa. Cercherà d'insegnargli che v'è qualcosa di ben più importante del denaro e dell'esibizione della ricchezza.                                                     |                  |         |
| 2  | Il peggior First Kiss (primo bacio)!! 「最悪のファーストキス!!」 - Saiaku no fasutokisu!! | 28 ottobre 2005  |         |
| 2  | Tsukasa si trova a partecipare ad un ricevimento serale riservato all'altissima società, in onore dell'amica d'infanzia (e del cuore) di Rui. Vi sarà anche il "peggior primo bacio" possibile per Tsukushi. |                  |         |
| 3  | Lacrime!! Addio alla persona che mi piace 「涙!!サヨナラ大好きなヒト」 - Namida!! Sayonara daisuki na hito | 4 novembre 2005  |         |
| 3  | Rui parte per la Francia per seguire il suo grande amore, così come gli ha consigliato di fare Tsukushi, anche se per lei questo significa dover dire addio alla persona che più gli piace. |                  |         |
| 4  | La prima volta a casa al mattino!? 「初めての朝帰り!?」 - Hajimete no asagaeri!? | 11 novembre 2005 |         |
| 4  | Tsukasa e Tsukushi rimangono bloccati all'interno d'un ascensore dove passeranno l'intera notte. Una conclusione poco romantica per il loro primo appuntamento, anche perché il ragazzo si è ammalato per averla dovuta aspettare ore sotto la pioggia. Questa è la prima volta che Tsukushi passa la notte fuori casa e ritorna al mattino. |                  |         |
| 5  | Confessione di un amore in pericolo 「命がけの愛の告白」 - Inochi gakeno ai no kokuhaku | 18 novembre 2005 |         |
| 5  | Il ritorno di Rui dalla Francia. Vi saranno delle confessioni. |                  |         |
| 6  | Un triangolo amoroso in crisi sulle montagne russe 「大波乱一触即発の三角関係」 - Daiharan isshokusokuhatsu no sankakukankei | 25 novembre 2005 |         |
| 6  | Tsukushi convince Tsukasa ad andare ad un doppio appuntamento assieme a due suoi amici. Il risultato sarà disastroso. Comincia a formarsi un triangolo amoroso. |                  |         |
| 7  | Battle (Battaglia) per lo scioglimento di F4! 「バトルF4解散!!」 - Batoru F4 kaisan!! | 2 dicembre 2005  |         |
| 7  | Gli altri F4 entrano in campo per partecipare alla lotta tra Tsukasa e Rui per accaparrarsi il cuore di Tsukushi, tra discussioni e nubi nere all'orizzonte. |                  |         |
| 8  | Ora la studentessa sceglie la guerra 「いざ女子高生日本一決定戦」 - Iza joshikōsei nippon'ichi ketteisen | 9 dicembre 2005  |         |
| 8  | Tsukushi deve mettersi a lavorare per aiutare la famiglia a ripagare un grave debito accumulato dal padre. |                  |         |
| 9  | Last Present (L'ultimo regalo) più bello 「最高のラストプレゼント」 - Saikō no Rasuto Purezento | 16 dicembre 2005 |         |
| 9  | Tsukasa lascia il college per andare a studiare Strategia di Business e Management a New York, così come vuole ed impone la madre. Il resto degli F4 si trova a trascorrere il Natale in modi diversi dal solito. Tsukushi riceve un grande ed importante regalo e tutti si preparano ad affrontare nuove avventure.                         |                  |         |

## Temi affrontati
La complessità dell'amore che sorge tra personaggi tanto divergenti rimane il tema principale durante tutto l'evolversi della vicenda. Ma ruota anche attorno a questioni sociali ed economiche all'interno d'una grande città moderna: dei problemi che sempre sorgono quando qualcuno cerca di romper le tradizioni e norme più radicate, come le differenze di classe.

### Origine e significato del nome
Hana yori dango è un proverbio giapponese, un gioco di parole che si basa su un modo di dire comune del linguaggio: si può tradurre letteralmente come il miglior dango di fiori oppure è meglio mangiar dango che star a guardar i fiori. È un termine utilizzato per descrivere qualcuno che fa qualcosa non per nobili ed elevati scopi, bensì per denaro, cibo o piaceri carnali: vuol significar mettere i bisogni primari come il dango (che son gnocchi o polpette di riso) davanti all'apparenza estetica, com'è il guardar un bel fiore. È meglio insomma preferir qualcosa di utile come il pane qualcosa d'evanescente come i fiorellini colorati che crescono sui prati: la realtà pratica difatti impone che ci si debba occupare delle cose utili più di quelle effimere (il cibo materiale sarebbe più importante di quello spirituale).
Com'è d'uso nella tradizione giapponese, ogni anno all'inizio della primavera v'è l'usanza d'andar fuori città con tutta la famiglia per un picnic, assaporando il piacere quindi del dango, ed al contempo dello sbocciar dei ciliegi in fiore. Durante la contemplazione ammirata della bellezza struggente dei petali di ciliegio che riempiono gli alberi, si mangiano i dango e si beve sakè. La frase originale vuole quindi descrivere coloro che si lasciano abbandonare alla piacevolezza della natura, non per altri fini se non quelli estetici, trascorrendo il tempo a mangiar ed osservar imbambolati i ciliegi. L'autrice del manga ha cambiato però il carattere originale della parola dango per sostituirlo con quella che significaragazzi-danshi (che han la stessa pronunzia fonetica), creando in tal modo un gioco d'assonanza, quasi una parodia: si ottiene allora sono meglio i ragazzi dei fiori oppure è meglio andar dietro ai ragazzi che star a guardar i fiori.

## Colonna sonora
- Theme song: WISH cantata da Arashi
- Insert song: Planetarium cantata da Otsuka Ai